# Hermann Cohen
Hermann Cohen (født 4. juli 1842, død 4. april 1918) var en tysk filosof af jødisk oprindelse. Han var en af grundlæggerne af nykantianismen ved universitetet i Marburg.
Cohen blev født i Coswig i Anhalt. Han begyndte tidligt at studere filosofi, og blev snart kendt som en ivrig student af Kant. Han var uddannet ved gymnasiet i Dessau, det jødiske teologiske seminarium i Breslau og ved universiteterne i Breslau, Berlin og Halle-Wittenberg. I 1873 blev han privatdocent i Marburg med habilisationsafhandlingen Die Systematischen Begriffe in Kant's Vorkritischen Schriften nach Ihrem Verhältniss zum Kritischen Idealismus. I 1875 blev Cohen ekstraordinær, og senere ordentlig, professor i Marburg.
Han var en af grundlæggerne af Gesellschaft zur Förderung der Wissenschaft des Judenthums, som holdt sit første møde i Berlin i november 1902.

## Værker
- Die Platonische Ideenlehre Psychologisch Entwickelt," in "Zeitschrift für Völkerpsychologie, 1866, iv.
- Mythologische Vorstellungen von Gott und Seele, ib. 1869
- Die Dichterische Phantasie und der Mechanismus des Bewusstseins, ib.
- Zur Controverse Zwischen Trendelenburg und Kuno Fischer, ib. 1871
- Kant's Theorie der Erfahrung, Berlin, 1871; 2. utg., 1885
- Platon's Ideenlehre und die Mathematik, Marburg, 1878
- Kant's Begründung der Ethik, Berlin, 1877
- Das Prinzip der Infinitesimalmethode und Seine Geschichte: ein Kapitel zur Grundlegung der Erkenntnisskritik, Berlin, 1883
- Von Kant's Einfluss auf die Deutsche Kultur, Berlin, 1883
- Kant's Begründung der Aesthetik, Berlin, 1889
- Zur Orientirung in den Losen Blättern aus Kant's Nachlass, in "Philosophische Monatshefte," 1890, xx.
- Leopold Schmidt, i "Neue Jahrbücher für Philologie und Pädagogik", 1896, cliv.

Cohen redigerede og publicerede også de sidste filosofiske skrifter (Logische Studien, Leipzig, 1894) af F. A. Lange, og hans Geschichte des Materialismus, med en lang introduktion og kritisk tillæg.
Hans skrifter mere specielt angående jødedommen inkluderer en række pamfletter, bl.a. Die Kulturgeschichtliche Bedeutung des Sabbat (1881), Ein Bekenntniss in der Judenfrage (Berlin 1880), samt artiklerne Das Problem der Jüdischen Sittenlehre («Monatsschrift», xliii., 1899), Liebe und Gerechtigkeit in den Begriffen Gott und Mensch (i «Jahrbuch für Jüdische Geschichte und Litteratur», III., 1900) og Autonomie und Freiheit (i Gedenkbuch für David Kaufmann, 1900).
Hans essay Die Nächstenliebe im Talmud blev skrevet på forespørsel fra Marburg Königliches Landgericht (1888). Hans sidste publikation er Logik der Reinen Erkenntniss, som udgør første del af hans System der Philosophie (Berlin, 1902).